# Dinastia Wei Orientale
La dinastia Wei Orientale (東魏T, 东魏S, Dōng WèiP), che comprende un unico imperatore, regnò sulla Cina del nord-est dal 534 al 550 durante il periodo delle Dinastie del Nord e del Sud. Fu preceduta dalla dinastia Wei Settentrionale (Bei Wei) e seguita dalla dinastia Qi del Nord (Bei Qi).
In rapporto agli Wei Occidentali, gli Wei Orientali rappresentano i Tabghatch (la tribù d'origine della casata) restati fedeli alle tradizioni delle steppe. Essi posero Ye (oggi Kaifeng) come loro capitale. Nel 550, i Wei dell'Est assunsero il nome di Qi del Nord.

## Sovrani della dinastia Wei orientale
1. Xiaojingdi (Yuan Shanjian) (534-550)

## Arte

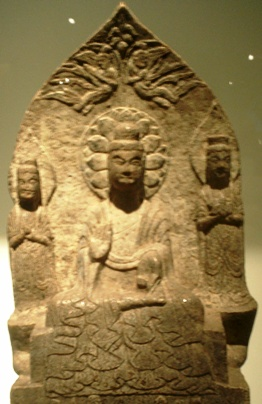
Triade di Buddha seduta, Dinastia Wei orientale (534-550), Cina.

triade di Buddha eretta - Dinastia Wei orientale, VI secolo, Cina.

L'arte buddista del periodo Wei Orientale visualizza una combinazione di arte greco-buddhista con influenze da Gandhara e dall'Asia centrale (rappresentazioni di figure volanti coronate, panneggi di stile Greco), insieme a influenze artistiche cinesi.

## Cronologia politica del periodo

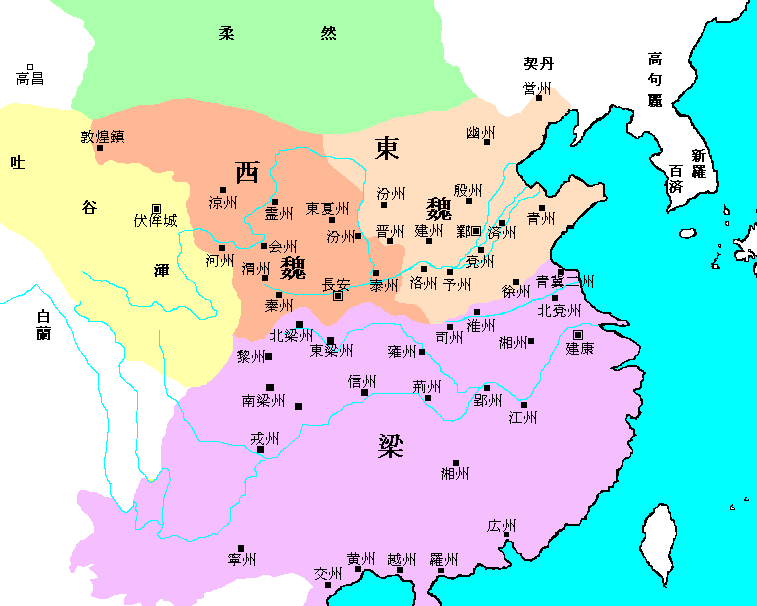
La Cina verso la metà del VI° sec. Il regno Wei orientale è in marron chiaro.

| « Tre Regni » 220-280: 60 anni                                | « Tre Regni » 220-280: 60 anni                         |
| ------------------------------------------------------------- | ------------------------------------------------------ |
| Cina del Nord: Cao Wei a Luoyang                              | Cina del Sud-Ovest: Shu Cina del Sud-Est: Wu           |
| Breve riunificazione: Dinastia Jìn a Luoyang 265-316: 51 anni |                                                        |
| Nuova frammentazione                                          |                                                        |
| al Nord: «Sedici regni» : 304-439: 135 anni                   | al Sud: Dinastia Jin orientale: 317-420: 103 anni      |
| « Dinastie del Nord »                                         | « Dinastie del Sud »                                   |
| Dinastia Wei settentrionale: 386-534: 148 anni                | Dinastia Liu Song 420-479: 59 anni                     |
| Dinastia Wei dell'Est: 534-550: 16 anni                       | Dinastia Qi o Qi del Sud 479-502: 23 anni              |
| Dinastia Wei dell'Ovest: 535-556: 21 anni                     | Dinastia Liang : 502-557: 55 anni                      |
| Dinastia Qi del Nord: 550-577: 27 anni                        | Liang posteriore o Liang meridionale: 555-587: 32 anni |
| Dinastia Zhou del Nord: 557-581: 24 anni                      | Dinastia Chen: 557-589: 32 anni                        |